# Was gibt es Neues?
Was gibt es Neues? ist eine österreichische Comedy-Quizshow, die seit 1. Oktober 2004 im ORF läuft und von Oliver Baier moderiert wird.

## Überblick
Vergleichbar ist die Show mit den Sendungen Absolut genial und Genial daneben – Die Comedy Arena, welche auf ATV bzw. Sat.1 zu sehen sind. Das Konzept zu Was gibt es Neues? basiert auf der Grundidee der französischen RTL-Sendung Les grosses têtes, 1977 kreiert von Jean Farran und Roger Krechervon sowie moderiert von Philippe Bouvard.

## Sendung
Das Rateteam besteht aus jeweils fünf prominenten Kabarettistinnen und Kabarettisten, die versuchen, kuriose Fragen zu beantworten oder außergewöhnliche Begriffe bzw. Gegenstände zu erklären, wobei die tatsächliche, korrekte Beantwortung der Frage als eher zweitrangig betrachtet wird und das Hauptaugenmerk auf möglichst unterhaltsamen Antworten liegt. Wird eine Frage in der Sendung gestellt, bekommt der Einsender unabhängig davon, ob die Frage auch wirklich beantwortet wird, einen 300-Euro-Büchergutschein.
Seit 13. September 2013 haben Studio und Logo ein neues Layout und eine etwas abgeänderte Titelmelodie.

### Rubriken
Üblicherweise werden zwei Fragen pro Sendung per Videoeinspielung gestellt: Eine kommt von einem Zuschauer, eine weitere von einem Prominenten.
Weiters wurde eine dritte Frage von der ORF-Nachrichtenredaktion in Gestalt des fiktiven Archivars Herr Bruckmann gestellt, dargestellt von ORF-Mitarbeiter und Kabarettisten Claus Bruckmann.
In jeder Sendung wird auch ein „Ding der Woche“ durch die Raterunde gereicht, meist Neuerfindungen oder antike Gegenstände, deren jeweiliger Nutzen nicht sofort ersichtlich ist und deren Verwendungszweck erraten werden soll.
Eine ähnliche Rubrik ist das seit 2013 regelmäßig, aber nicht in jeder Sendung, vorkommende „Piktogramm der Woche“, wobei der Sinn eines bildlich dargestellten Hinweises erraten werden soll.

### Jubiläumsausgaben
- 25. Mai 2007 (100. Sendung); Rateteam: Ulrike Beimpold, Michael Niavarani, Gerold Rudle, Thomas Maurer und Viktor Gernot
- 5. März 2010 (200. Sendung); Rateteam: selbes wie zur 100. Sendung
- 8. Februar 2013 (300. Sendung); Rateteam: Ulrike Beimpold, Eva Maria Marold, Michael Niavarani, Viktor Gernot und Gerold Rudle
- 13. September 2013 (10 Jahre Was gibt es Neues sowie 350. Sendung); Rateteam: Michael Niavarani, Ulrike Beimpold, Gerold Rudle, Klaus Eberhartinger und Viktor Gernot
- 19. Februar 2016 (400. Sendung); Rateteam:  Lukas Resetarits, Ulrike Beimpold, Günther Lainer, Gery Seidl und Viktor Gernot
- 3. Mai 2019 (500. Sendung); einstündige Sondersendung; Rateteam: Michael Niavarani, Viktor Gernot, Thomas Stipsits, Eva Maria Marold und Ulrike Beimpold
- 27. Mai 2022 (600. Sendung); Rateteam: Gerold Rudle, Katharina Straßer, Thomas Maurer, Alex Kristan und Viktor Gernot
- 4. Oktober 2024 (20 Jahre Was gibt es Neues); einstündige Sondersendung; Rateteam: Michael Niavarani, Ulrike Beimpold, Clemens Maria Schreiner, Katharina Straßer und Viktor Gernot

## Besonderheiten
Ursprünglich als familiengerechte Unterhaltungssendung im späteren Hauptabendprogramm konzipiert, veränderte sie sich aufgrund der häufig verwendeten Kraftausdrücke und der humoristischen Anspielungen unter der Gürtellinie tendenziell in eine Spätabendshow. Zeitweise begann die Show freitags nach 23 Uhr. Manche Aufzeichnungen konnten deshalb nicht – wie geplant – im Vormittagsprogramm der darauf folgenden Woche ausgestrahlt werden und wurden durch ältere Wiederholungen ersetzt.
Immer wieder von Rateteam und Moderator thematisiert wird der Umstand, dass es sich um eine Aufzeichnung mit live-Charakter handelt. Praktisch schon als Running Gag eingesetzt, werden Versprecher, Anschlussfehler und nicht schlüssige Überleitungen nicht herausgeschnitten, sondern vollständig ausgestrahlt. Es kommt vor, dass Oliver Baier ein und dieselbe Anmoderation mehrmals versucht und dabei vom Rateteam durch Grimassen oder freche Meldungen an der Vollendung gehindert wird.
Das Thema der Sendung wird durch gesellschaftliche, politische oder sportliche Ereignisse bestimmt, es kann ihm allerdings auch ein Jahrestag oder ein meist skurriler Welttag zugrunde liegen. Dazu werden für besonders gute Rateleistungen oder außergewöhnlich lustige Meldungen kleine Geschenke, sogenannte Goodies, verteilt; der Moderator wirft sie den Betreffenden zu.
Das Rateteam ist vom Thema der Sendung abhängig. So kam es schon vor, dass Michael Niavarani und die vier Mitglieder der Kabarettgruppe „Die Hektiker“ ohne eine weibliche Person an der Sendung teilnahmen. Beim Thema „Valentinstag 2008“ waren neben Michael Niavarani vier Frauen – Monica Weinzettl, Ulrike Beimpold, Eva Marold und Susanne Pöchacker – in der Sendung eingeladen. Viktor Gernot durfte die Prominentenfrage stellen, weil er ausnahmsweise nicht im Studio sein konnte.
In der Sendung vom 15. Oktober 2010 schaffte es das Rateteam um Ulrike Beimpold, Robert Palfrader, Gerald Votava, Florian Scheuba und Rudolf Roubinek erstmals, alle Fragen richtig zu beantworten. Ebenso in der Sendung vom 21. Jänner 2022, als Thomas Maurer, Katharina Straßer, Clemens Maria Schreiner, Hosea Ratschiller und Viktor Gernot alle fünf regulären und auch die beiden Zusatzfragen richtig lösten.
Die Sendungen vom 29. September 2017 und 13. Oktober 2017 bergen ebenfalls eine Besonderheit: Erstmals in fast 14 Jahren Sendungsgeschichte musste Oliver Baier krankheitsbedingt passen, daher sprang Gerold Rudle als Gastgeber ein.
Aufgrund der COVID-19-Pandemie wurden alle Sendungen, welche von Mai 2020 bis April 2022 ausgestrahlt wurden, ohne Publikum aufgezeichnet. Als Ersatz stand dem Moderator via Tablet ein Soundboard zur Verfügung, um Publikumslacher, passende Sprüche oder Musikstücke einzuspielen.
In den Sendungen vom 16. September 2022 und 23. September 2022 musste Oliver Baier wegen einer Covid-19 Infektion passen. Die Vertretung übernahm, wie bereits im Jahr 2017, Gerold Rudle.

## Rateteam
Das Rateteam besteht aus österreichischen Kabarettistinnen und Kabarettisten, wobei Viktor Gernot traditionellerweise meistens Teil des Teams ist. Die meisten Runden bestehen aus vier Männern und einer Frau. Es kann auch vorkommen, dass deutsche Kollegen eingeladen werden, die gerade mit ihren Programmen in Österreich auf Tour sind. Bisher im Rateteam waren unter anderen:
- Ingo Appelt
- Armin Assinger
- Caroline Athanasiadis
- Elli Bauer
- Ulrike Beimpold
- Paulus „Bohl“ (Kabarett-Duo „Dr. Bohl“)
- Joachim Brandl
- Werner Brix
- Chrissi Buchmasser
- Guido Cantz
- Elli Colditz
- Ciro de Luca
- Klaus Eberhartinger
- Klaus Eckel
- Lisa Eckhart
- Christoph Fälbl
- Gerald Fleischhacker
- Christoph Fritz
- Viktor Gernot
- Severin Groebner
- Monika Gruber
- Clemens Haipl
- Pepi Hopf
- Sigrid Hauser
- Otto Jaus
- Jazz Gitti
- Rick Kavanian
- Alex Kristan
- Günther Lainer
- Magda Leeb
- Malarina[5]
- Aida Loos
- Leo Lukas
- Nadja Maleh
- Eva Marold
- Thomas Maurer
- Benedikt Mitmannsgruber
- Markus Mitterhuber
- Michael Mittermeier
- Michael Niavarani
- Angelika Niedetzky
- Reinhard Nowak
- Elisabeth Oberzaucher
- Robert Palfrader
- Isabell Pannagl
- Sonja Pikart
- Fifi Pissecker
- Oliver Pocher
- Susanne Pöchacker
- Lydia Prenner-Kasper
- Joesi Prokopetz
- Martin Puntigam
- Erika Ratcliffe
- Hosea Ratschiller
- Lukas Resetarits
- Claudia Rohnefeld
- Rudolf Roubinek
- Gerold Rudle
- Omar Sarsam
- David Scheid
- Verena Scheitz
- Florian Scheuba
- Rudi Schöller
- Dolores Schmidinger (Pilotfolge)
- Clemens Maria Schreiner
- Gregor Seberg
- Gery Seidl
- Nadja Sieger
- Christof Spörk
- Kristina Sprenger
- Antonia Stabinger
- Franz Stanzl (Gebrüder Moped)
- Katharina Stemberger
- Herbert Steinböck
- Andreas Steppan
- Thomas Stipsits
- David Stockenreitner
- Katharina Straßer
- Leopold Toriser
- Andreas Vitasek
- Gerald Votava
- Berni Wagner
- Gerhard Walter
- Monica Weinzettl
- Vitus Wieser
- Elke Winkens
- Patrizia Wunderl
- Kaya Yanar

## Auszeichnungen
- 2016, 2019 und 2024: Publikumspreis des Österreichischen Kabarettpreises[6][7]
- 2023: Nominierung für den Fernsehpreis des Österreichischen Kabarettpreises[8]